# Taricha torosa
Taricha torosa é uma espécie de anfíbio caudado pertencente à família Salamandridae. Endêmica dos Estados Unidos da América.

## Subespécies
Taricha torosa foi dividida em duas subespécies até 2007, quando foi determinado que a Serra e as populações costeiras representam linhagens evolutivas distintas. Os autores elevaram a antiga subespécie Taricha torosa ssp. sierrae ao nível da espécie e é conhecido agora como Taricha sierrae, Tritão da Sierra. Taricha torosa ssp. Torosa foi aposentado e agora todas as populações costeiras são simplesmente conhecidas como Taricha torosa, o Tritão da Califórnia.